# Grannis (Arkansas)
Grannis est un village situé dans l’État américain de l'Arkansas, dans le comté de Polk.